# 白木屋 (居酒屋)

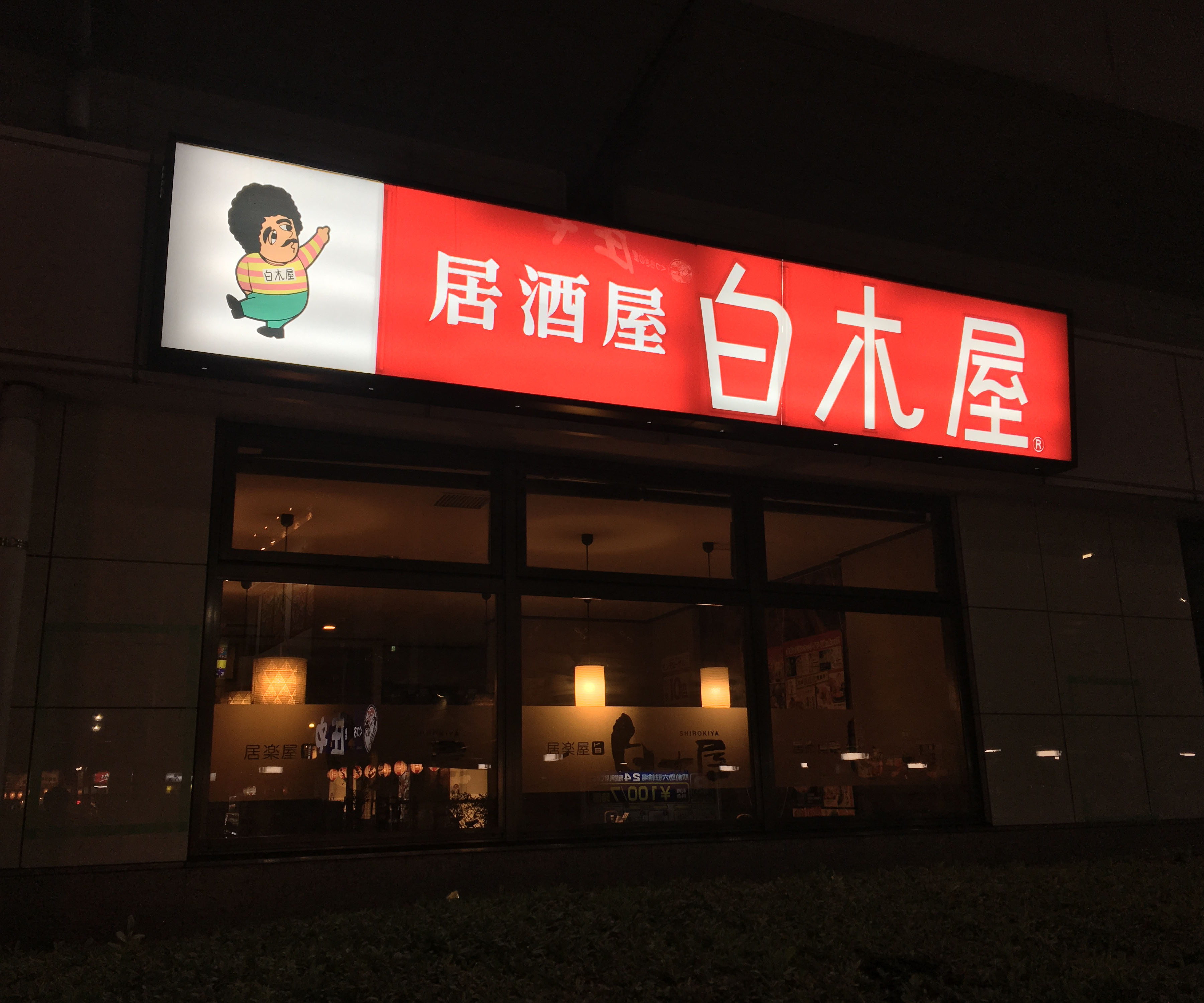
谷塚駅前店（埼玉県草加市）

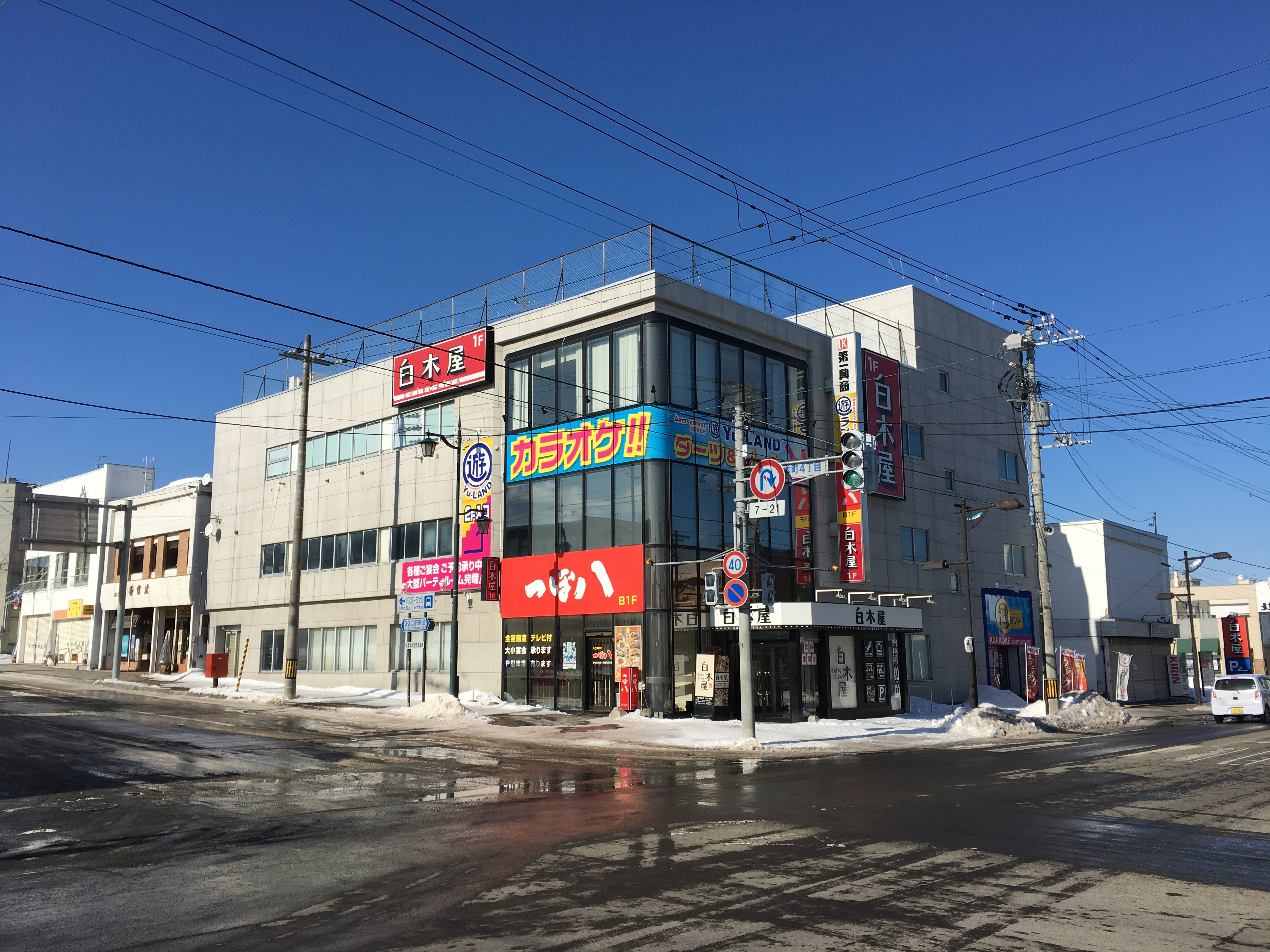
紋別店（北海道紋別市）

居楽屋 白木屋（いらくや しろきや）は、株式会社モンテローザ（本社:東京都武蔵野市）が運営する居酒屋チェーン店。一部の店舗は「美食厨房 白木屋」名義となっている。

## 沿革
- 1983年（昭和58年） - 1号店　中野南口駅前店オープン
- 1992年（平成4年） - 50号店　金町北口駅前店オープン
- 1993年（平成5年） - 100号店　蕨東口駅前店オープン

以後順次開店する。

## メニュー
居酒屋定番メニューである「鶏なんこつの唐揚げ」は白木屋がいち早く販売した。当時、白木屋の低価格を実現するため肉卸業者に安くて美味しい肉を依頼したところ、鶏の膝軟骨を勧められ唐揚げにしてみたところ美味しかったので、白木屋の看板メニューにすると大ヒット。全国へ軟骨ブームが広がった。また、同じく居酒屋の定番メニューである「たこわさ」も白木屋発祥である。